# St. Gertrud (Bad Belzig)

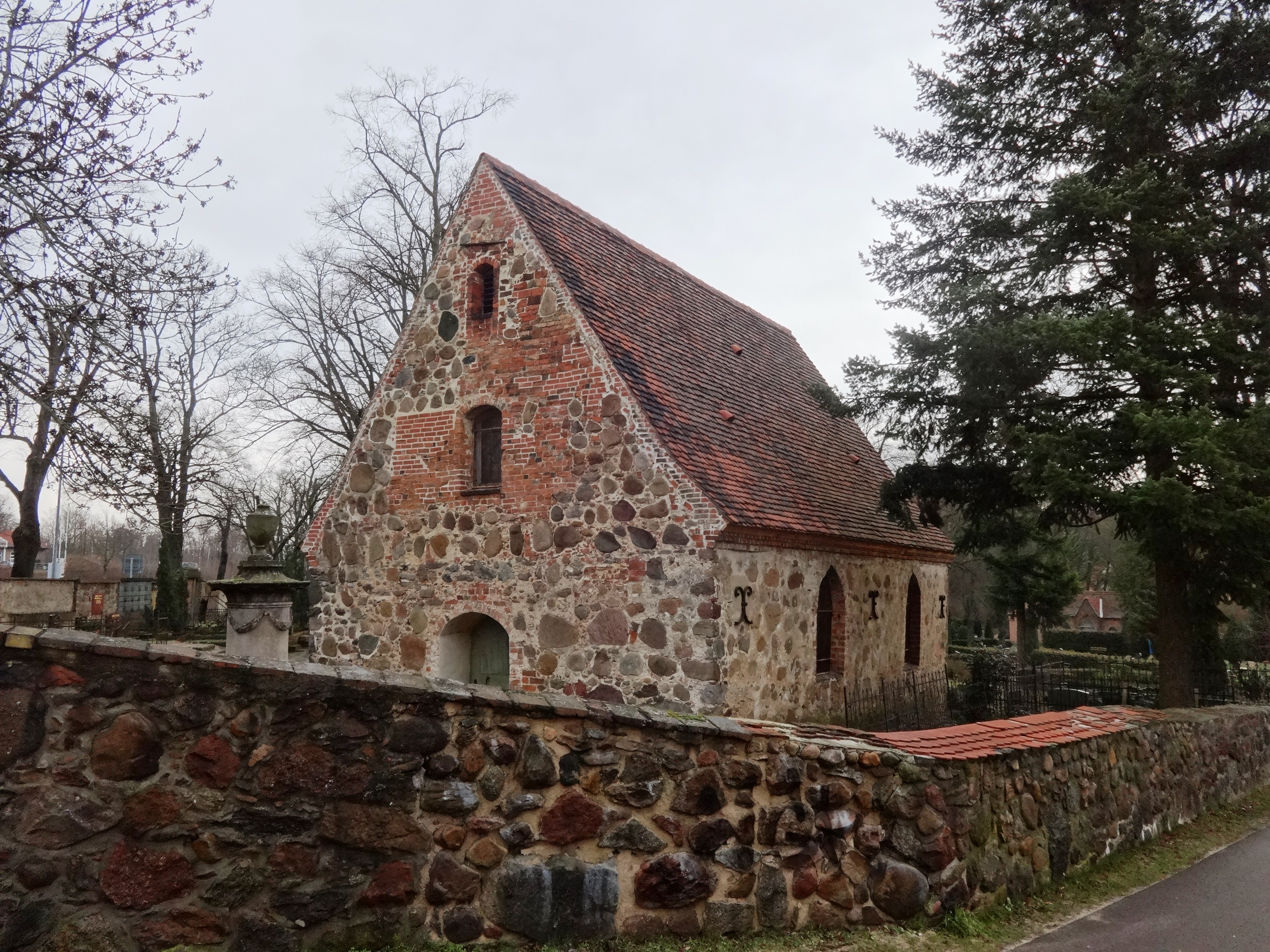
Gertraudenkapelle in Bad Belzig

Die evangelische Kapelle Sankt Gertrud ist ein denkmalgeschütztes Gebäude aus der zweiten Hälfte des 15. Jahrhunderts in Bad Belzig im Landkreis Potsdam-Mittelmark im Land Brandenburg. Das Patrozinium liegt bei der heiligen Gertrud von Nivelles.

## Geschichte
Im 15. Jahrhundert erbaute die Kirche ein Hospital mit einer daran angeschlossenen Kapelle. Zu dieser Zeit lag sie noch vor dem Brandenburger Tor und damit außerhalb der Stadt Belzig. Sie bot Kranken und Bedürftigen Schutz. Ebenso konnten Reisende dort unterkommen, die sich in der Stadt kein Hotel leisten konnten. Nach der Reformation kam es zunächst zu einer Profanierung und einer anschließenden baulichen Erweiterung mit einer erneuten Kirchweihe im Jahr 1615 unter der Bezeichnung Christkirche.
2013 konnte das Dach saniert werden.

## Architektur
Der spätgotische Bau wurde überwiegend aus Feldsteinen mit einem rechteckigen Grundriss errichtet. Die Steine sind stark ungleichmäßig geschichtet und bis auf die Ecksteine nicht behauen. 1615 fügten die Baumeister einen polygonalen Choranbau hinzu. Experten vermuten, dass in dieser Zeit auch das in rotem Mauerziegel eingefasste, spitzbogenförmige Nordportal zugesetzt und stattdessen der westliche Eingang errichtet wurde. Dieser ist ebenfalls mit rotem Mauerziegel eingefasst, wenn auch bienenkorbförmig. An der Südseite der Fassade befinden sich zwei annähernd gleich große, spitzbogenförmige Fenster, die ebenfalls mit Mauerziegeln eingefasst sind. Der Chor ist mit einem hellen Putz versehen. Darüber befinden sich im Giebel zwei spitzbogenförmige Blenden sowie eine weitere, mittig angeordnete Blende, welche diese Form ebenfalls aufgreift. Im westlichen Giebel befinden sich oberhalb der Pforte ein weiteres, ebenfalls bienenkorbförmiges Fenster sowie darüber eine Klangarkade. Sie sind mit roten Mauerziegeln eingefasst, der sich mit Feldsteinen ungleichmäßig geschichtet abwechselt.

## Ausstattung und Nutzung
Im Innenraum befinden sich Reste spätgotischer Wandmalereien aus der Bauzeit der Kapelle. Sie zeigten einst David und Goliath sowie Holofernes und Judith. Das Bauwerk verfügt weiterhin über ein Tonnengewölbe sowie eine Empore an seiner Westseite, die ebenfalls aus dem Umbau in der Zeit um 1615 stammt. Die ursprünglich vorhandenen 15 Brüstungstafeln mit Szenen aus dem Leben Jesu Christi befinden sich im 21. Jahrhundert in der Marienkirche.
Das Bauwerk wird im 21. Jahrhundert von der Evangelischen Kirchengemeinde St. Marien – Hoher Fläming Belzig als Friedhofskapelle des 1575 angelegten Friedhofs des Gertraudenhospitals genutzt.